# Carleton College
Il Carleton College è un college privato di arti liberali situato a Northfield nel Minnesota. Offre titoli di livello undergraduate ed attualmente è frequentato da 2057 studenti.
Il Carleton è stato spesso classificato tra i primi 10 college di arti liberali negli Stati Uniti. Nel 2015 la rivista U.S. News & World Report lo mette all'ottavo posto per la qualità complessiva e al primo posto per la qualità dell'insegnamento tra i college di arti liberali degli Stati Uniti.
Tra gli ex alunni del Carleton College vi sono stati l'economista Thorstein Veblen (1880), il segretario alla difesa 1969-1973 Melvin Laird e la genetista Marie-Claire King.